# 第26回ダヴィッド・ディ・ドナテッロ賞
第26回ダヴィッド・ディ・ドナテッロ賞（だい26かいダヴィッド・ディ・ドナテッロしょう）の授賞式は、 1981年9月26日にローマで行われた。今回より助演女優賞、助演男優賞、撮影監督賞、美術賞、衣装デザイン賞、編集賞が新設された。また、各部門でノミネート制が導入された。

## 受賞とノミネート一覧
太字が受賞者。

### 作品賞
- Ricomincio da tre（監督：マッシモ・トロイージ）
- Tre fratelli（監督：フランチェスコ・ロージ）
- パッション・ダモーレ Passione d'amore（監督：エットレ・スコラ）

### 監督賞
- フランチェスコ・ロージ（『Tre fratelli』）
- ルイジ・コメンチーニ（『Voltati Eugenio』）
- エットレ・スコラ（『パッション・ダモーレ』）

### 脚本賞
- トニーノ・グエッラ、フランチェスコ・ロージ（『Tre fratelli』）
- ルッジェーロ・マッカリ、エットレ・スコラ（『パッション・ダモーレ』）
- マッシモ・トロイージ、アンナ・パヴィニャーノ（『Ricomincio da tre』）

### プロデューサー賞
- フランコ・コンミッテーリ（『パッション・ダモーレ』）
- ジャンニ・ミネルヴィーニ、アントニオ・アヴァーティ（『Aiutami a sognare』）
- フルヴィオ・ルチザーノ、マウロ・ベラルディ（『Ricomincio da tre』）

### 主演女優賞
- マリアンジェラ・メラート（『Aiutami a sognare』）
- ヴァレリア・ドビチ（『パッション・ダモーレ』）
- エレナ・ファブリツィ（『Bianco, rosso e Verdone』）

### 主演男優賞
- マッシモ・トロイージ（『Ricomincio da tre』）
- ミケーレ・プラチド（『Fontamara』）
- カルロ・ヴェルドーネ（『Bianco, rosso e Verdone』）

### 助演女優賞
- マッダレーナ・クリッパ（『Tre fratelli』）
- イーダ・ディ・ベネデット（『Camera d'albergo』）
- ラウラ・アントネッリ（『パッション・ダモーレ』）

### 助演男優賞
- シャルル・ヴァネル（『Tre fratelli』）
- ブルーノ・ガンツ（『La storia vera della signora dalle camelie』）
- ネストル・ガライ（『Camera d'albergo』）

### 撮影監督賞
- パスクァリーノ・デ・サンティス（『Tre fratelli』）
- トニーノ・デリ・コリ（『Camera d'albergo』）
- エンニオ・グアルニエーリ（『La storia vera della signora dalle camelie』）

### 作曲賞
- フィオレンツォ・カルピ（『Voltati Eugenio』）
- エンニオ・モリコーネ（『Bianco, rosso e Verdone』）
- ピエロ・ピッチョーニ（『Tre fratelli』）
- リズ・オルトラーニ（『Aiutami a sognare』）

### 美術賞
- マリオ・ガルブリア（『La storia vera della signora dalle camelie』）
- アンドレア・クリザンティ（『Tre fratelli』）
- ルイジ・スカッチャノーチェ（『Fontamara』）

### 衣装デザイン賞
- ピエロ・トージ（『La storia vera della signora dalle camelie』）
- ガブリエッラ・ペスクッチ（『Tre fratelli』）
- ルチャーノ・カロッソ（『Fontamara』）

### 編集賞
- ルッジェーロ・マストロヤンニ（『Camera d'albergo』）
- ニーノ・バラーリ（『Bianco, rosso e Verdone』）
- エンツォ・メニコーニ（『La baraonda』）

### 外国人監督賞
- 黒澤明（『影武者』）
- パール・ガーボル（『アンギィ・ヴェラの青春』）
- マーティン・スコセッシ（『レイジング・ブル』）

### 外国脚本賞
- ジーン・グリュオー（『アメリカの伯父さん』）
- ブルース・ベレスフォード（『英雄モラント/傷だらけの戦士』）
- パール・ガーボル（『アンギィ・ヴェラの青春』）
- アンドラーシュ・コヴァーチ（『A ménesgazda』）

### 外国人プロデューサー賞
- Hungaro Film（『アンギィ・ヴェラの青春』）
- フランシス・フォード・コッポラ、ジョージ・ルーカス（『影武者』）
- スタンリー・キューブリック（『シャイニング』）

### 外国人女優賞
- カトリーヌ・ドヌーヴ（『終電車』）
- ヴェラ・パプ（『アンギィ・ヴェラの青春』）
- スーザン・サランドン（『アトランティック・シティ』）

### 外国人男優賞
- バート・ランカスター（『アトランティック・シティ』）
- ロバート・デ・ニーロ（『レイジング・ブル』）
- ジェラール・ドパルデュー（『アメリカの伯父さん』）

### ダヴィッド・ルキノ・ヴィスコンティ賞
- フランソワ・トリュフォー

### ダヴィッド・ヨーロッパ賞
- クシシュトフ・ザヌッシ